# ア・パーフェクト・サークル
ア・パーフェクト・サークル（英: A Perfect Circle）は、アメリカ合衆国出身のロックバンド。著名なバンドマンを多く擁するスーパーグループである。一度解散したが、2010年から再始動を果たしている。

## 概要・略歴
1999年、ギタリストで作曲家のビリー・ハワーデルと、トゥールのボーカリストのメイナード・ジェームス・キーナンを中心に結成された。
2000年にアルバム『Mer de Noms』でデビュー。2004年に全体がほぼカバー曲（オリジナル曲は2曲のみ）で占められた3rdアルバム『eMOTIVe』をリリース後間もなくして一時解散した。
2008年に再結成を表明し、2010年から6年ぶりに再始動している。2013年には一時解散して以来の新曲を含む初のベスト・アルバム『Three Sixty』をリリース。
2018年、スタジオ・アルバムとしては実に14年ぶりとなる4thアルバム『Eat the Elephant』をリリース。

## メンバー

### 現ラインナップ
メイナード・ジェームス・キーナン（Maynard James Keenan） - ボーカル (1999– )
- オハイオ州ラヴェンナ生まれ。本名ジェームス・ハーバート・キーナン（James Herbert Keenan）。
- トゥールが2ndアルバムを制作していた頃、メイナードはビリーにノースアメリカにある自宅の一室を提供し一緒に暮らしていた。その時に、たまたまメイナードがビリーの作った曲のデモを聞き、これを気に入ったメイナードが「その曲に歌詞をつけてみても構わないか?」と申し出る。これがア・パーフェクト・サークルが誕生するきっかけとなった。
- ア・パーフェクト・サークルがデビューした当時は、メイナードのトゥールとしての活動があまりに有名だったために「トゥールのフロントマンによるサイドプロジェクト」として扱われることが多かったが、当の本人は「ア・パーフェクト・サークルは私のもう一つのバンドであり、サイドプロジェクトなどではない」と時に言明している。
- ステージで奇抜な恰好をすることでも有名だが、ア・パーフェクト・サークルでは眼鏡や長髪・三つ編みのウィッグを着用することが多い。

ビリー・ハワーデル（Billy Howerdel） - リードギター/ボーカル (1999– )
- ニュージャージー州生まれ。
- バンドのメインコンポーザーであり、基本的にバンドの殆どの曲はビリーによって作曲されている。レコーディングでもギター、ベース、キーボード、プログラミングなど、殆どのパートを手掛けている。
- フェイス・ノー・モア、フィッシュボーン、デヴィッド・ボウイ、スマッシング・パンプキンズ、ナイン・インチ・ネイルズ、ガンズ・アンド・ローゼス、トゥールなど、数々の著名なバンドにギターテックとして関わっていた。
- フィッシュボーンがトゥールと一緒にツアーに出ていた時に、当時フィッシュボーンのギターテックだったビリーはトゥールのボーカルであるメイナード・ジェームス・キーナンと知り合う（その後、ビリーはトゥールの2ndアルバム『Ænima』のレコーディングにエンジニアとして参加し、その後のツアーにもギターテックとして参加する）。
- ビリーも卓越した歌唱力を持っており、自身のソロプロジェクトである“ASHES dIVIDE”ではリードボーカルを務めている。

ジェームス・イハ（James Iha） - リズムギター (2003– )
- 日系アメリカ人、日本名：井葉吉伸。スマッシング・パンプキンズのギタリストとして有名。
- 2003年に加入。当時のギタリストであったダニー・ロナーがツアー直前に脱退したため、ビリーとメイナードは以前から知り合いだったジェームス・イハを起用することを思いつく。しかしその時既にツアーまでに猶予が2週間しかなく、バンドの曲を全く知らなかったジェームスだが、そのわずか2週間でバンドの全ての曲を完璧に覚えマスターしたという。

マット・マクジャンキンス（Matt McJunkins） - ベース (2010– )
- 2010年での再々結成時に加入。ビリーのソロプロジェクト“ASHES dIVIDE”や、メイナードのソロプロジェクト“Puscifer”でもベースを勤めていた。

ジェフ・フリードル（Jeff Friedl） - ドラムス (2011– )
- 2011年に別のバンドのセッションで活動していたジョシュ・フリースをサポートする形で加入。その後、ジョシュが別のバンドでの活動に専念するため脱退した2012年と同時に正式加入。
- “ASHES dIVIDE”や“Puscifer”でもドラムスを勤めている。

グレッグ・エドワーズ（Greg Edwards） - リスムギター/キーボード (2018– )
- フェイリュアのギタリストおよびベーシスト。ジェームスがスマッシング・パンプキンズとしての活動を再開して以降、彼の代理としてツアーに帯同した。

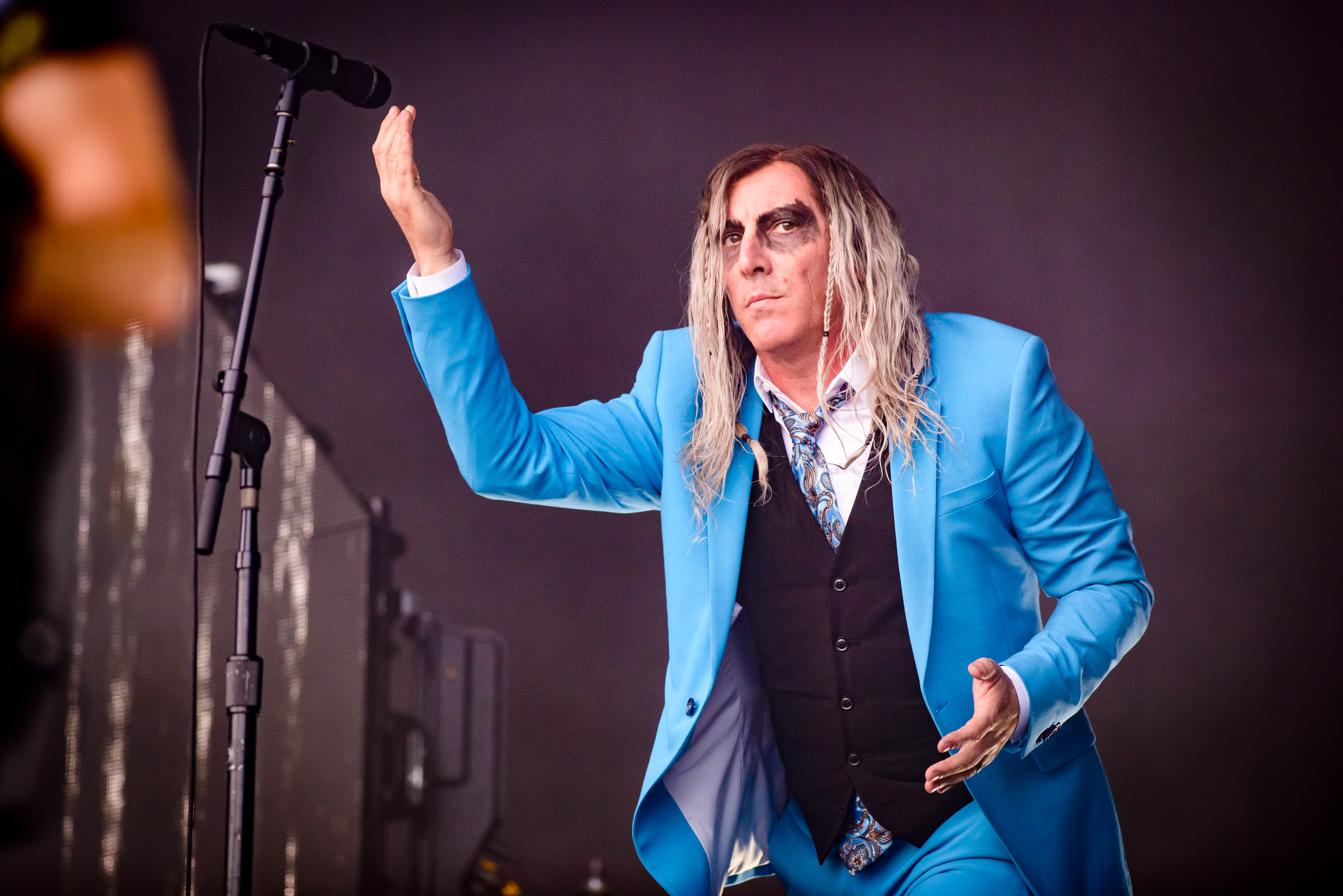
メイナード・ジェームス・キーナン(Vo) 2018年
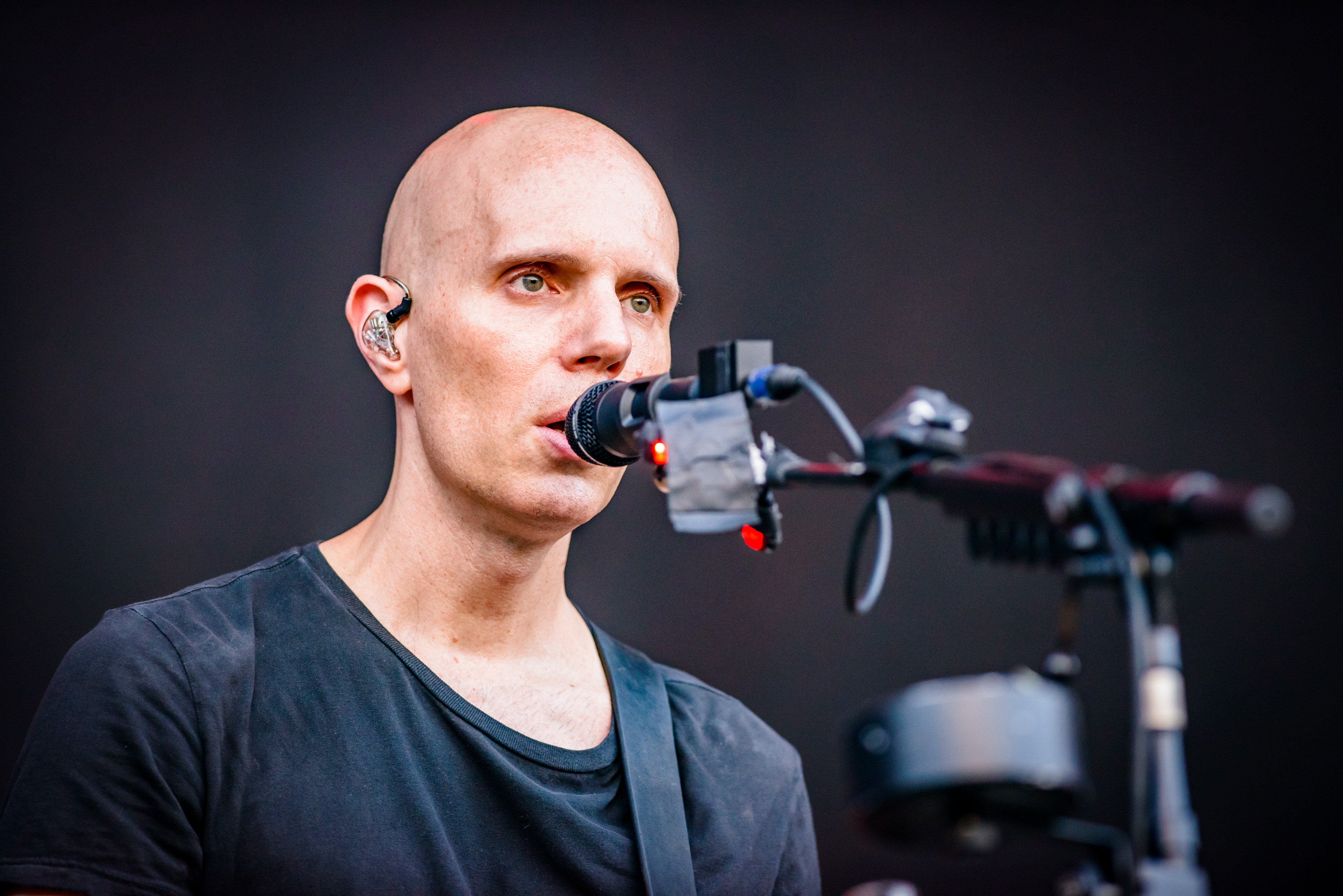
ビリー・ハワーデル(G) 2018年
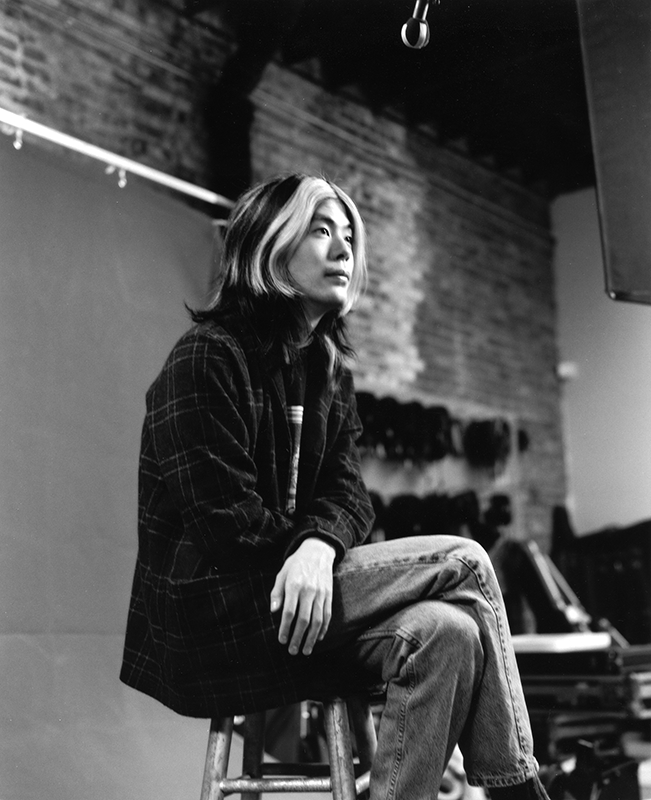
ジェームス・イハ(G) 1995年
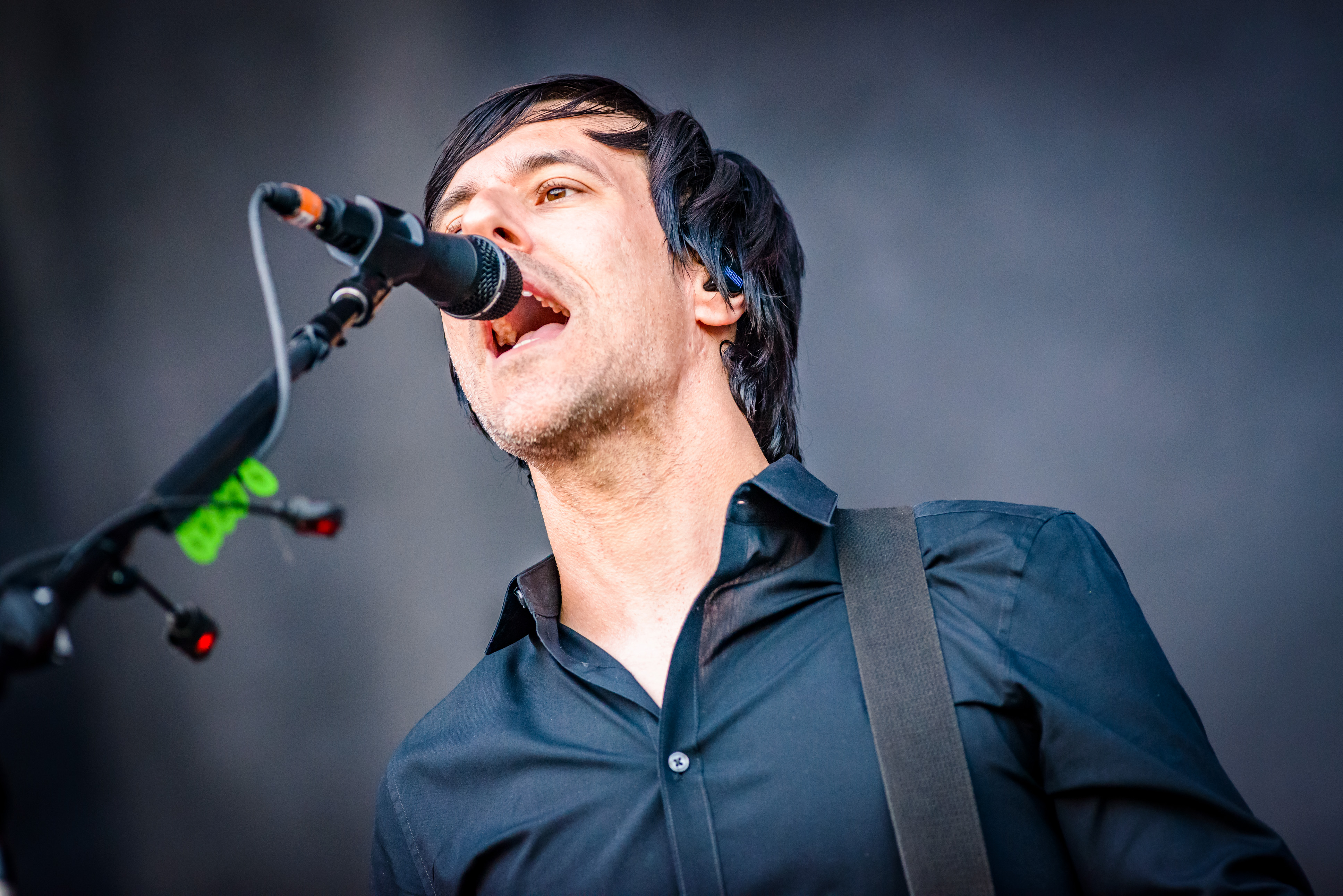
マット・マクジャンキンス(B) 2018年
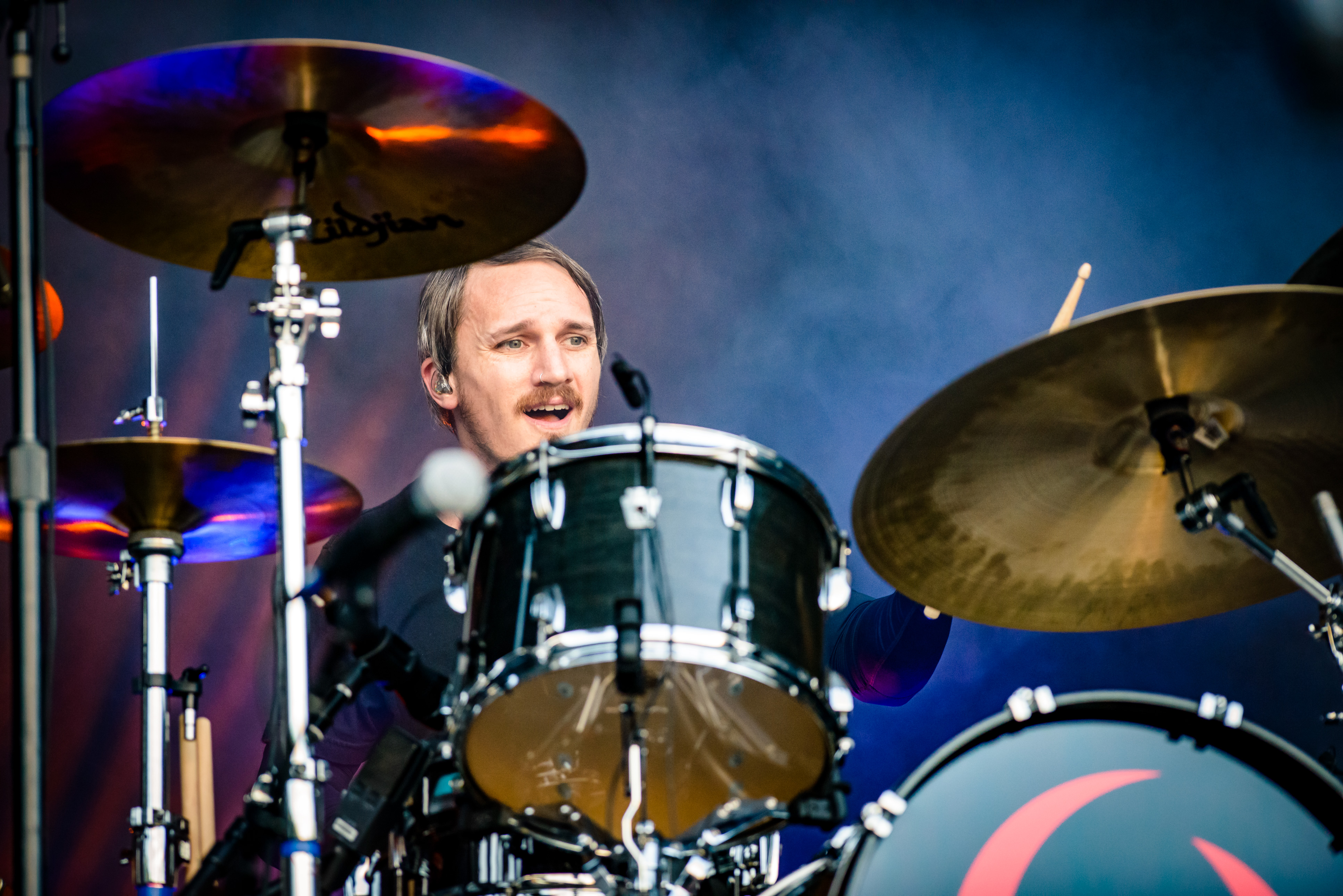
ジェフ・フリードル(Ds) 2018年

### 旧メンバー
ジョシュ・フリース（Josh Freese） - ドラムス (1999–2011)
- フロリダ州生まれ。両親ともミュージシャンで、自身も8歳の頃からドラムを叩き始める。
- ヴァンダルズ、スティング、ディーヴォ、ガンズ・アンド・ローゼス、ナイン・インチ・ネイルズなどのバンドで活動してきた経歴を持つ。他にもポップス、パンク、メタルなど、ジャンルの垣根を越えて様々なミュージシャンのセッションに積極的に参加している。2010年にはパラモアのツアーメンバーとしてドラムスを務めた。
- ティム・アレキサンダーの後任として、ほとんどバンド初期からドラマーを担当。パワフルで軽快かつ的確なドラミングが持ち味で、変拍子を多用するア・パーフェクト・サークルの楽曲の中でも、安定した演奏でバンドのリズムの要として重要な役割を果たした。
- 2009年に発売された2枚目のソロアルバム『Since 1972』は値段に応じて様々な特典がつけられており、高額なものになると「メイナードと一緒にゴルフをする（20,000ドル限定一名バージョン）」、「NINのギタリストの家でパスタ料理をごちそうになる（75,000ドル限定一名バージョン）」などの特典がつけられ話題となった。
- 2012年脱退以降はヴァンダルズやディーヴォでの活動を継続している。

ジョーディ・ホワイト（Jeordie White） - ベース (2003–2004)
- マリリン・マンソンのベーシスト兼メインコンポーザー”トゥイギー・ラミレズ”としての活動で知られる。
- 2002年にマリリン・マンソンを脱退し、その後パーティで出会ったジョシュ・フリースの紹介でア・パーフェクト・サークルに参加する（当時ジョーディはメタリカのオーディションを受けていたが、結局その結果を待たずにア・パーフェクト・サークルに加入する）。2004年のア・パーフェクト・サークル活動休止以降は2005年から2008年にかけてのナイン・インチ・ネイルズのツアーに参加。2010年以降は、再びマリリン・マンソンのメンバーとして復帰している。

ダニー・ロナー（Danny Lohner） - ギター/サウンドエンジニア (2003, 2004)
- 1994年から2000年までナイン・インチ・ネイルズの主要メンバーとして活躍。ナイン・インチ・ネイルズ脱退以降はプロデューサーやリミキサーとして活躍している。
- 2002年に加入。2ndアルバムの『Thirteenth Step』においてはプロデュースと一部の曲のギターを担当している。バンドのツアーメンバーとしてもアナウンスされていたが、結局ツアー開始の２週間前に脱退する（しかし、その後の3rdアルバム『eMOTIVe』の制作には参加している）。
- 1stアルバム『Mer de Noms』に収録されている“Renholder”という曲のタイトルは、ダニーの名前のアナグラムである（"Re: D.Lohner"を逆さ読みにしたもの）。この“Renholder”という名前は現在ではダニーの別名として使用されている。

パズ・レンチャンティン（Paz Lenchantin） - ベース (1999–2002, 2004)
- 2000年に加入。女性ベーシスト。ベースの他にもヴァイオリンやピアノも演奏する。
- ア・パーフェクト・サークルが活動休止中に、当時スマッシング・パンプキンズを解散させたばかりであったビリー・コーガンに誘われ“ズワン”に参加する。これに伴いア・パーフェクト・サークルを脱退するが、その後もレコーディングやツアーにたびたび参加している。
- ビリーは当初、自分の曲のシンガーにパズを想定していた。
- 2014年から2024年までピクシーズのメンバーとして活動していた。

トロイ・ヴァン・リーウェン（Troy Van Leeuwen） - リズムギター (1999–2002)
- 2000年に加入。現在はクイーンズ・オブ・ザ・ストーン・エイジの主要メンバーとして活躍している。

ティム・アレキサンダー（Tim Alexander） - ドラムス (1999)
- オルタナティブ・ロックバンド、プライマスのドラマーとして知られる。バンド結成時初期に短期間ながらドラムを担当していた（1stアルバムの1曲目“The Hollow”ではドラムを叩いている）。

## ディスコグラフィー

### アルバム
| 年                                        | タイトル         | アルバム詳細 | チャート最高位 | チャート最高位 | チャート最高位 | チャート最高位 | チャート最高位 | チャート最高位 | チャート最高位 | チャート最高位 | チャート最高位 | チャート最高位 | 認定                                                          |
| 年                                        | タイトル         | アルバム詳細 | US             | AUS            | CAN            | FRA            | GER            | NLD            | NOR            | NZ             | SWE            | UK             | 認定                                                          |
| ----------------------------------------- | ---------------- | --- | -------------- | -------------- | -------------- | -------------- | -------------- | -------------- | -------------- | -------------- | -------------- | -------------- | ------------------------------------------------------------- |
| 2000                                      | Mer de Noms      | - 発売日: 2000年5月23日 - レーベル: Virgin - フォーマット: CD, LP, cassette, digital download - 全米売上: 188.8万枚 | 4              | 2              | 5              | —              | 55             | 81             | 32             | 2              | 54             | 55             | - US: プラチナ - AUS: ゴールド - CAN: プラチナ - UK: シルバー |
| 2003                                      | Thirteenth Step  | - 発売日: 2003年9月16日 - レーベル: Virgin - フォーマット: CD, LP, cassette, digital download - 全米売上: 118.1万枚 | 2              | 3              | 1              | 41             | 11             | 17             | 7              | 1              | 17             | 37             | - US: プラチナ - AUS: ゴールド - CAN: ゴールド - NZ: ゴールド |
| 2004                                      | Emotive          | - 発売日: 2004年11月2日 - レーベル: Virgin - フォーマット: CD, LP, cassette, digital download - 全米売上: 67.1万枚  | 2              | 8              | 5              | 61             | 33             | 46             | 18             | 2              | —              | 80             | - US: ゴールド - CAN: ゴールド                                |
| 2018                                      | Eat the Elephant | - 発売日: 2018年4月20日 - レーベル: BMG - フォーマット: CD, LP, digital download - 全米売上: 6.3万枚                | 3              | 2              | 3              | —              | 2              | 12             | 8              | 3              | 18             | 12             |                                                               |
| "—"は未発売またはチャート圏外を意味する。 |                  | |                |                |                |                |                |                |                |                |                |                |                                                               |

## 日本公演
2000年

フジロックフェスティバル'00
- 7月30日: グリーン・ステージ

2003年

Japan Tour 2003
- 10月16日: 心斎橋CLUB QUATTRO
- 10月18日: 新宿LIQUIDROOM

2004年

Japan Tour 2004
- 3月2日: Zepp Tokyo
- 3月3日: 名古屋DIAMOND HALL
- 3月4日: なんばHatch
- 3月5日: 福岡ドラムロゴス
- 3月6日: 広島CLUB QUATTRO